# Harig alpenroosje
Het harig alpenroosje (Rhododendron hirsutum) is een plant uit de heidefamilie (Ericaceae).
De groenblijvende struik wordt 0,2-1 m hoog. De bladeren worden tot 3 cm lang en zijn opvallend behaard en aan beide zijden groen. Hierin onderscheidt de soort zich van het roestkleurig alpenroosje (Rhododendron ferrugineum). Aan de beharing dankt de soort ook zijn Duitse naam 'Bewimperte Alpenrose'.
De tweeslachtige, geurige bloemen hebben een helder roze kleur, en staan in dichte trossen. De bloeiperiode loopt van juni tot en met augustus.

## Voorkomen
De soort geeft de voorkeur aan kalkhoudende bodem, tussen losse stenen, langs stenige hellingen en tussen lichte naaldbossen. De plant groeit op hoogten van 1400-2500 m. De soort komt beperkt voor in de centrale en oostelijke kalkalpen. Hiernaast komt de plant onder andere voor in de Tatra, de Balkan en de Kaukasus.

## Overig
De soort groeit alleen op kalkhoudende bodem, zodat ze nooit gelijk met Rhododendron ferrugineum voorkomt.
Hoewel het een alpenplant is, heeft de plant een gesloten sneeuwdek nodig als bescherming tegen vorst.